# بوب مارتن (سياسي)
بوب مارتن (بالإنجليزية: Bob Martin)‏ هو سياسي أسترالي، ولد في 7 ديسمبر 1945. حزبياً، نشط في حزب العمال الأسترالي. وقد انتخب عضو الجمعية التشريعية نيو ساوث ويلز.